# Gare de Sayabec
La  gare de Sayabec est une gare ferroviaire canadienne de la ligne d'Halifax à Rivière-du-Loup. Elle est située sur le territoire de la Municipalité de Sayabec dépendant de la municipalité régionale de comté de La Matapédia dans le Bas-Saint-Laurent au Québec.
L'ancien bâtiment voyageurs, construit en 1912 par le Chemin de fer Intercolonial, est reconnu gare patrimoniale en 1993. Depuis il a été démonté et déplacé au centre du village.
Halte voyageurs de Via Rail Canada, elle est desservie, uniquement à la demande des voyageurs, par le train L'Océan. Les circulations du Train Montréal-Gaspé sont suspendues depuis 2013.

## Situation ferroviaire
Établi à 175 mètres d'altitude, le point d'arrêt de Sayabec est situé sur la ligne d'Halifax à Rivière-du-Loup entre les gares d'Amqui et de Mont-Joli.
| Site                   | lieu              | coordonnées                  |
| ---------------------- | ----------------- | ---------------------------- |
| Point d'arrêt          | passage à niveau  | 48° 33′ 31″ N, 67° 41′ 23″ O |
| Bâtiment déplacé       | boulevard Joubert | 48° 33′ 57″ N, 67° 41′ 17″ O |
| Ancien site de la gare | 1, rue Boulay     | 48° 33′ 29″ N, 67° 41′ 07″ O |

## Histoire
En 1876, la compagnie du Chemin de fer Intercolonial ouvre à l'exploitation la section entre Campbellton et Sainte-Flavie (renommée Mont-Joli) ce qui lui permet la mise en service de la totalité de sa ligne entre Halifax et Rivière-du-Loup le 1er juillet 1876.
Dès la construction de la ligne, la compagnie établit, au lieu-dit Sayabec, une gare avec un château d'eau et un petit bâtiment à côté de la voie. La scierie de « Martin et Lebel » est ouverte à la même époque, et en peu de temps d'autres établissements de sciage du bois sont construits. Cette industrie du bois attire de nombreux colons qui s'installent à proximité, ce qui permet la création d'une véritable communauté locale. C'est en 1887 que Sayabec accède au statut de « municipalité scolaire ».
Devenu trop petit le bâtiment d'origine est agrandi en 1908. La modification étant sans doute insuffisante, quatre ans plus tard la compagnie construit un nouveau bâtiment, en 1912, suivant un plan type utilisé pour les gares de la ligne. Il comporte notamment un bureau, pour le chef de gare, situé au centre et deux salles d'attente, une de chaque côté. Le bâtiment est construit en bois, sur une base rectangulaire, avec un étage et une toiture avec un avant-toit en dé-bord.
Dans les années 1920, le village possède l'entreprise la plus importante, de l'est du Québec, pour la production de bois d'œuvre. La gare est un point central de l'activité locale et d'autres installations sont ajoutées alors que les constructions s'étendent dans l'espace formé entre la voie ferrée, au sud, et la route de La Matapédia, au nord. Mais la crise des années 1930 touche durement l'économie locale et donc l'activité de la gare s'en ressent. Les installations ferroviaires inutilisées sont détruites en 1968.
En 1986, Via Rail, l'opérateur voyageurs de la ligne, entreprend des travaux de rénovation du bâtiment et ensuite un réaménagement de ses abords. Le bâtiment est classé gare ferroviaire patrimoniale en 1993. Mais la baisse de la fréquentation amène sa fermeture et sa vente. En 1997, un projet d'extension routière risque d'entrainer sa démolition car il n'y a pas un terrain disponible à proximité. La municipalité décide de le sauver en le démontant pour le remonter au nord, dans un parc près de la route 132.
Le train de Via Rail dessert toujours le village mais l'arrêt est facultatif à la demande des voyageurs. Le point d'arrêt est déplacé d'une centaine de mètres près du passage à niveau.

## Service des voyageurs

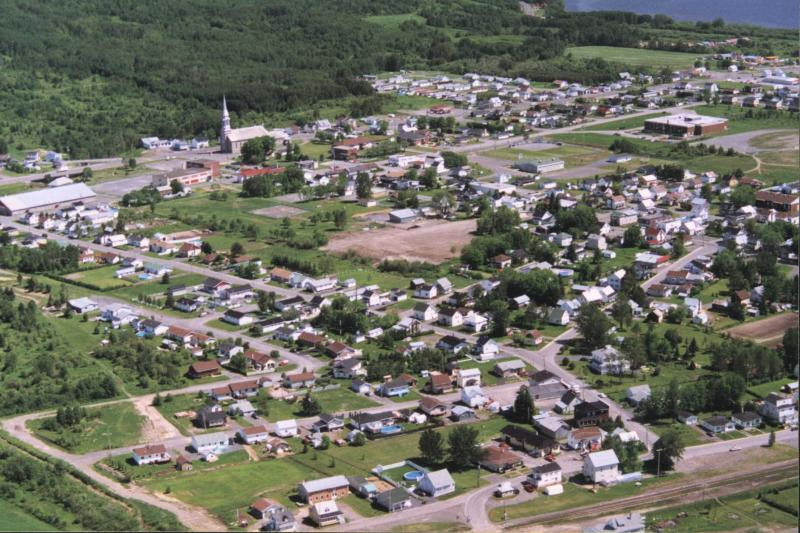
Le village, avec la voie ferrée au premier plan (2005).

### Accueil
C'est une halte voyageurs Via Rail, point d'arrêt non géré (PANG) avec uniquement un poteau indicateur. Les réservations, pour embarquer ou débarquer, s'effectuent par téléphone.

### Desserte
Sayabec, est desservie, uniquement avec une réservation des voyageurs, par le train L'Océan. Les circulations du train Train Montréal-Gaspé sont suspendues depuis le 22 août 2013, en attente de travaux sur la ligne vers Gaspé.

### Intermodalité
Le stationnement est possible près du passage à niveau routier.

## Patrimoine ferroviaire
L'ancien bâtiment voyageurs de la gare est reconnu officiellement gare patrimoniale en 1993. Menacé de démolition, il est racheté par la municipalité, en 1997, et déplacé pour être réinstallé près de la route 132 dans un parc au cœur du village. Ce bâtiment est cité monument historique par la municipalité de Sayabec le 1er mai 2006. Outre son apparence, il a également conservé sa disposition intérieure.
Au début des années 2010, ce bâtiment est restauré « en respectant scrupuleusement l'architecture et les divisions originales, ainsi que les matériaux et les couleurs de l'époque » d'avant 1940. Le bâtiment rénové et inauguré en 2014 est devenu un lieu de rencontre pour les locaux et également un « centre sur l'histoire des chemins de fer et des pionniers de la municipalité ». C'est aussi un point d'informations touristiques de la municipalité.

L'ancien bâtiment dans le parc
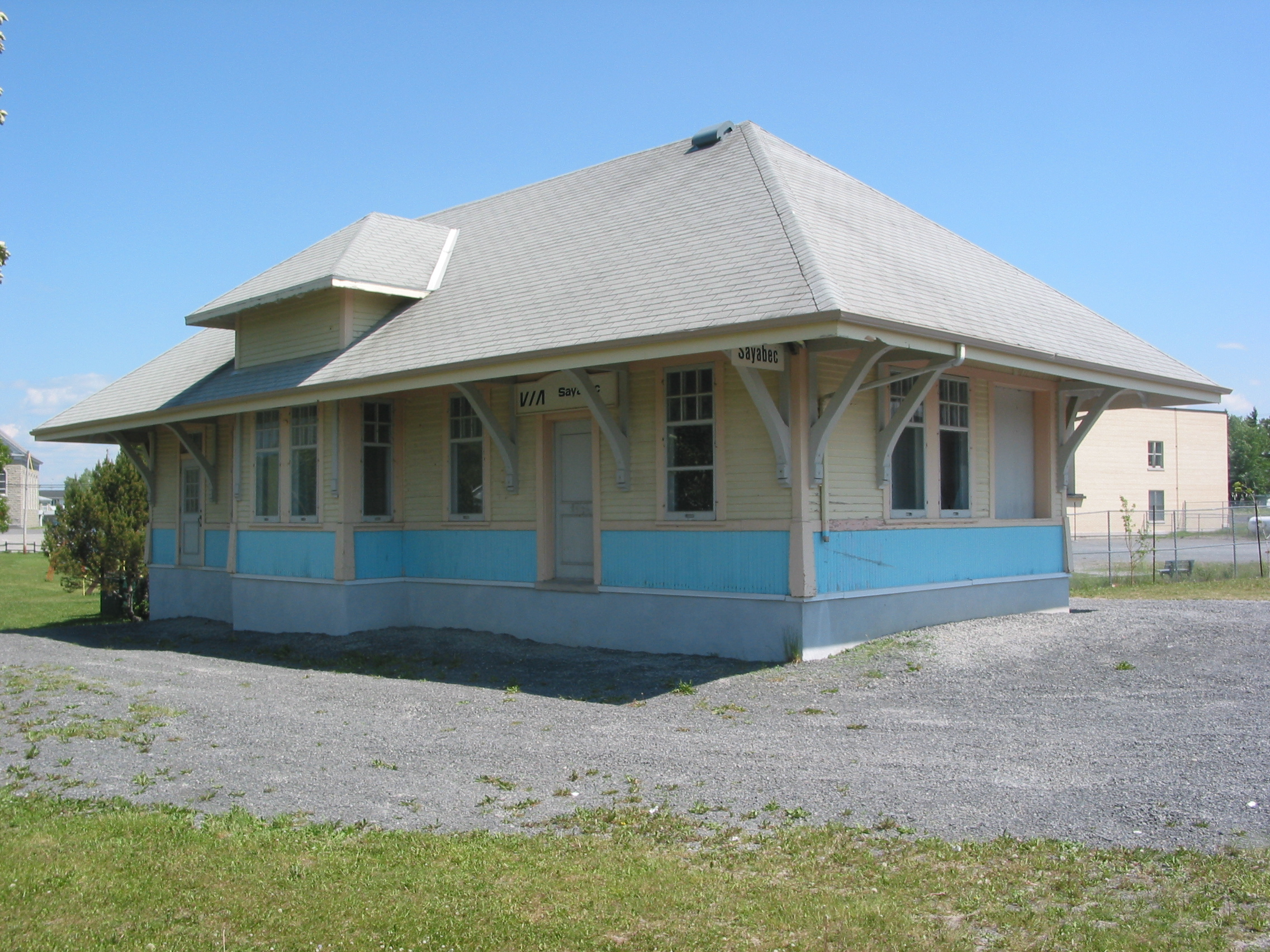
En 2003.
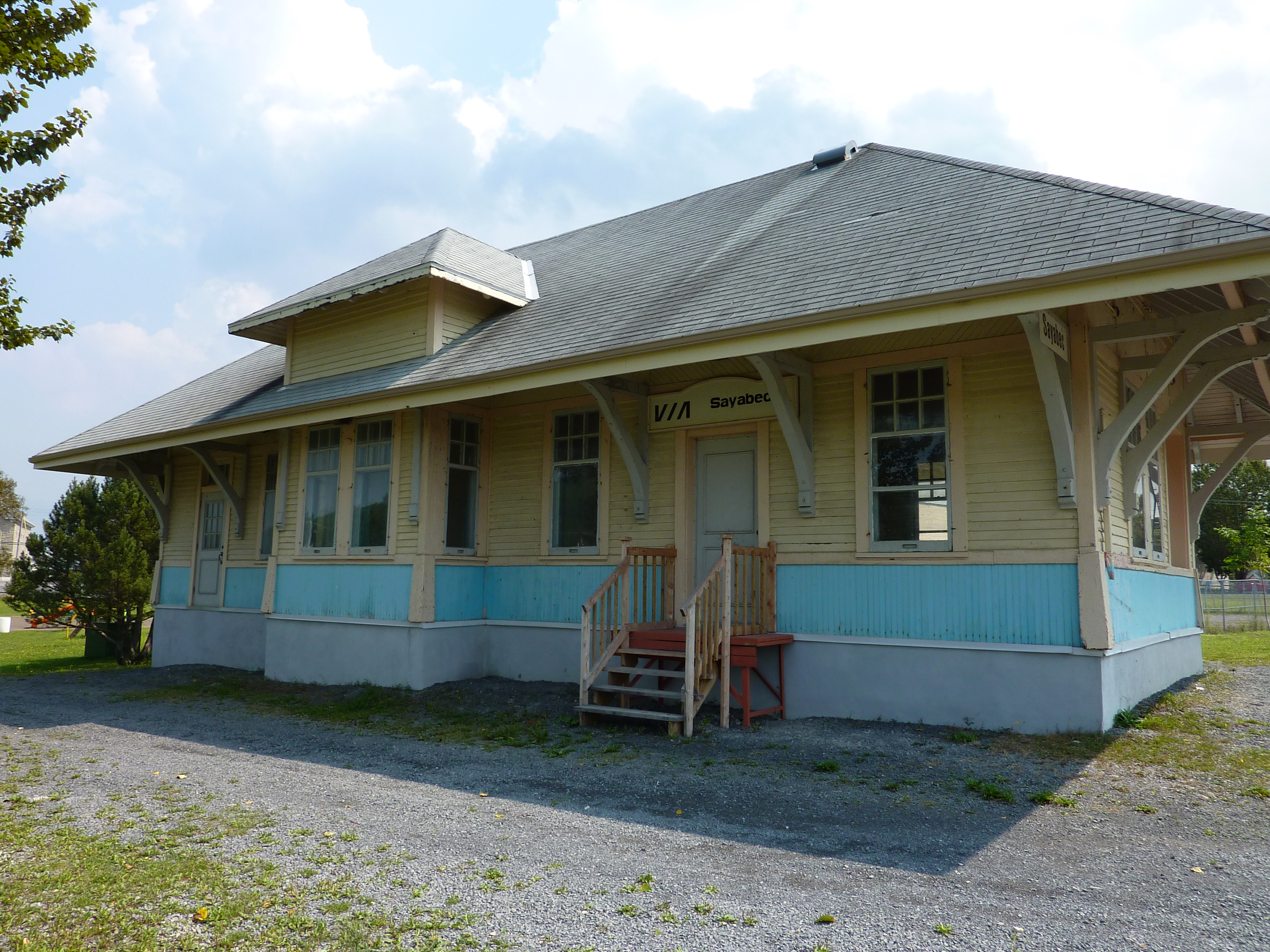
En 2009.
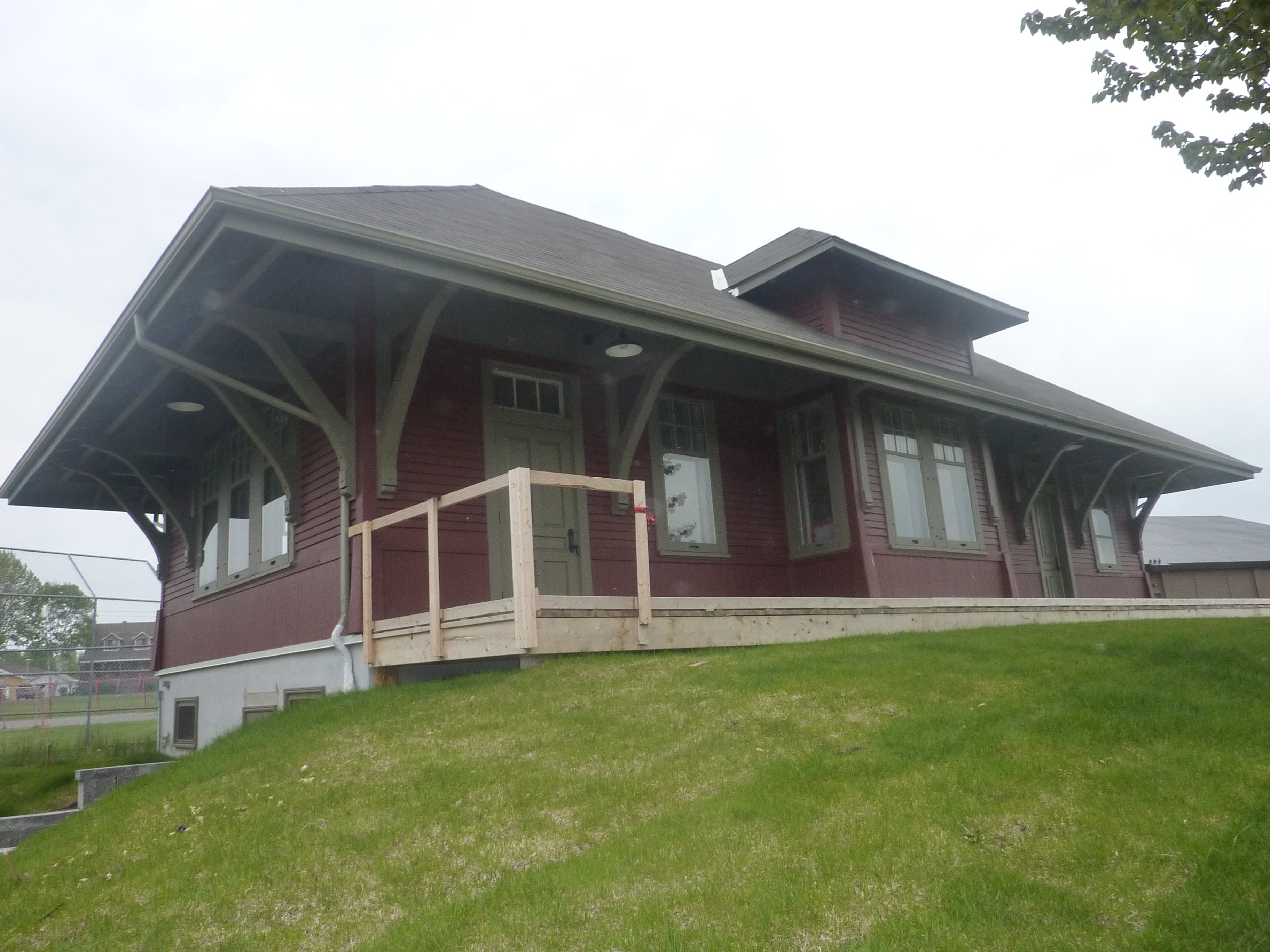
En 2012.